# Þverbrún
Þverbrún är ett berg i republiken Island. Det ligger i regionen Västfjordarna, 150 km norr om huvudstaden Reykjavík.
Trakten runt Þverbrún är nära nog obefolkad, med mindre än två invånare per kvadratkilometer. Det finns inga samhällen i närheten. Trakten runt Þverbrún består i huvudsak av gräsmarker.